# San Sebastiano (El Greco Madrid)
San Sebastiano è un dipinto a olio su tela realizzato da El Greco tra il 1610 e il 1614 e conservato al Museo del Prado di Madrid. 
L'opera è rimasta mutilata nel corso dei secoli e ci è pervenuta in due frammenti di discrete dimensioni, entrambi in esposizione al Prado: il primo (con il busto del martire) fu donato al museo dalla contessa Mora y Aragón nel 1959, mentre il frammento orizzontale (rappresentante le gambe del santo) fu acquistato nel 1987.

## Descrizione
Come d'abitudine nel tardo stile del pittore cretese, gli arti di Sebastiano (e, in particolare, il collo) risultano allungati, una scelta stilistica che conferisce drammaticità alla tela. Legato al palo del supplizio e con diverse frecce conficcate nel corpo, il santo si staglia su uno sfondo che rappresenta la città di Toledo (forse su richiesta del committente). Uno sfondo quasi identico appare in altre tele di El Greco, tra cui San Martino e il mendicante e San Giuseppe, mentre Toledo appare anche in altri dipinti che dovrebbero essere ambientati in tutt'altre località, come nel Laocoonte.